# 기술가치평가
기술가치평가란 기술에 대한 경제성, 권리성, 대체성 및 기타 요인에 대한 기회요인과 위험요인을 종합적으로 분석하여 기술의 공정시장가치(FMV)를 환산하여 평가하는 일련의 과정이다. 일반적인 평가방법으로는 시장접근법, 자산접근법, 수익접근법이 있다.